# أنطون بيرغ
أنطون بيرغ هو سياسي نرويجي، ولد في 29 أكتوبر 1892، وتوفي في 4 يوليو 1951. نشط حزبياً في حزب العمال. وقد انتخب عضو برلمان النرويج ‏ عن دائرة Østfold (Storting constituency) ‏ وقد انضم خلال فترته النيابية ‏ (1950 – 4 يوليو 1951) للكتلة البرلمانية حزب العمال.